# Pseudodiastylis benthedii
Pseudodiastylis benthedii är en kräftdjursart som beskrevs av Michel Ledoyer 1988. Pseudodiastylis benthedii ingår i släktet Pseudodiastylis och familjen Lampropidae. Inga underarter finns listade i Catalogue of Life.